# 布謝尼區
布謝尼區是非洲中部國家烏干達的一個區，由西部區負責管轄，首府是布謝尼，距離姆巴拉拉約75公里，主要的經濟產業有農業和畜牧業，2010年人口估計為260,600。

## 外部連結
- Bushenyi District Official website
- About Bushenyi District （页面存档备份，存于）